# Avdo Međedović
Avdo Međedović (Obrov kod Bijelog Polja, 1875—1953) bio je guslar iz Crne Gore. Jedan je od najvećih južnoslovenskih epskih pesnika. Njegova epska pesma Ženidba Smailagić Meha ima 12.311 stihova i duga je kao Ilijada i Odiseja. Američki naučnik Milman Peri, istraživač i profesor sa Univerziteta Harvard iz prve polovine 20. vijeka, nazvao ga je „balkanskim Homerom”.
U detinjstvu nije pohađao nikakvu školu, a nakon navršenog punoletstva punih devet godina je služio u osmanskoj vojsci i za to vreme dobro savladao osmanski turski jezik i u Solunu završio podoficirsku školu. Posle povratka iz vojske životni vek je proveo na imanju u rodnom Obrovu, radeći u porodičnoj radnji (kasapnici) u Bijelom Polju. Sa guslama se susreo još u ranom detinjstvu a guslarsku veštinu je učio prvo od oca Huseina, koji je bio odličan guslar, a kasnije i od drugih čuvenih guslara toga vremena: Ćor Husa Husovića, Nezira Kaljića i drugih. Zahvaljujući izuzetnom talentu i veštini, tokom vremena je postao najveći i najtraženiji guslar i narodni pevač u kraju.
Istražujući epsko stvaralaštvo na širem balkanskom području, a u cilju odgonetanja tzv. „homerovskog pitanja”, jedan od najuticajnijih klasičnih filologa 20. veka, profesor američkog univerziteta Harvard, Milman Peri, zabeležio je, tokom 1935. godine, na specijalnim aluminijumskim fonografskim pločama, 80.000 Avdovih epskih stihova. Na osnovu tih istraživanja Peri je zasnovao savremenu teoriju usmene književnosti i modernu homerologiju. Nastavljač Perijevog rada na sakupljanju epskog stvaralaštva Albert Bates Lord, takođe profesor na Harvardu, godine 1950/51, zabeležio je još 18.000 Međedovićevih stihova, kompletirajući na taj način impozantnu kolekciju od oko 100.000 stihova Avda Međedovića.
Profesor Harvardskog univerziteta Zlatan Čolaković transkribovao je sa zvučnih snimaka više od 80.000 stihova muslimanske epike harvardskog Perijevog arhiva. Poznati Međedovićev ep „Ženidba Smailagić Meha” prvi put je objavljen u Crnoj Gori, a prvi put čitav 1974. godine na engleskom i tada srpskohrvatskom jeziku. Stoga je porodici Čolaković 2010. uručena povelja „Avdo Međedović”. Podgorički savet za imenovanje novih ulica, bulevara, trgova, mostova i naselja donio odluku da jednoj ulici u novom jezgru grada, na granici između Starog aerodroma i Konika, da ime Avda Međedovića. Kafić u centru Bijelog Polja zove se Mesara, jer je ranije tu radila prava mesara Međedovića. Sulejman Zatrić je 2011. režirao za SANDŽAK TV film Avdo Međedović balkanski Homer.